# Роденго-Саяно
Родѐнго-Сая̀но (на италиански: Rodengo-Saiano, на източноломбардски: Rodéngh-Saià, Роденг-Сая) е община в Северна Италия, провинция Бреша, регион Ломбардия. Разположена е на 176 m надморска височина. Населението на общината е 9865 души (1 януари 2023).
Общината се състои от две селища: Роденго и Саяно, което е общинският административен център.